# Konarzew (województwo wielkopolskie)
Konarzew – wieś w Polsce położona w województwie wielkopolskim, w powiecie krotoszyńskim, w gminie Zduny.
W latach 1975–1998 miejscowość należała administracyjnie do województwa kaliskiego.

## Położenie
Konarzew jest położony przy południowo-zachodniej granicy Krotoszyna, około 4 km na północ od Zdun i około 26 km na zachód od Ostrowa, przy drodze Krotoszyn-Baszków, w pobliżu drogi krajowej 15 Trzebnica-Krotoszyn-Ostróda i linii kolejowej Oleśnica-Krotoszyn-Jarocin.

## Części wsi
| SIMC    | Nazwa     | Rodzaj    |
| ------- | --------- | --------- |
| 0211040 | Szczerków | część wsi |

## Historia
W okresie Wielkiego Księstwa Poznańskiego (1815-1848) miejscowość wzmiankowana jako Konarzewo należała do wsi większych w ówczesnym pruskim powiecie Krotoszyn w rejencji poznańskiej. Konarzewo należało do okręgu kobylińskiego tego powiatu i stanowiło odrębny majątek, którego właścicielem była wówczas Tekla Morawska. Według spisu urzędowego z 1837 roku wieś liczyła 235 mieszkańców, którzy zamieszkiwali 25 dymów (domostw). Wzmiankowana była wówczas także cegielnia Konarzewo (4 osoby w jednym domu).
W latach 1975–1998 miejscowość administracyjnie należała do województwa kaliskiego.

## Zabytki
- pałac, neoklasycystyczny z XIX/XX wieku,
  - park krajobrazowy, 4 sadzawki i gazon, bogaty drzewostan,
- dawna kuźnia z XIX wieku,
- domy konstrukcji szkieletowej, wypełnionej gliną, wybudowane w początkach XIX wieku.

## Przyroda i osobliwości w okolicy
- Obszar Chronionego Krajobrazu Dąbrowy Krotoszyńskie i Baszków Rochy. W pobliżu znajduje się rezerwat przyrody Mszar Bogdaniec, zbiornik retencyjny Trafary i Krzyż Napoleoński.